# لینگلسهایم
لینگلسهایم (به فرانسوی: Lingolsheim) یک کمون در فرانسه با جمعیت ۱۶٬۷۸۴ نفر است که در Canton of Illkirch-Graffenstaden واقع شده‌است.